# Списак средњих школа у Србији

## Ада
- Техничка школа Ада

## Александровац
- Средња школа „Свети Трифун” Александровац

## Алексинац
- Алексиначка гимназија
- Пољопривредна школа „Шуматовац“ Алексинац
- Техничка школа „Прота Стеван Димитријевић” Алексинац

## Алибунар
- Економско-трговинска школа „Доситеј Обрадовић“ Алибунар

## Апатин
- Гимназија „Никола Тесла“ Апатин
- Средња грађевинска и дрвопрерађивачка стручна школа Апатин
- Техничка школа са домом ученика Апатин

## Аранђеловац
- Гимназија Милош Савковић Аранђеловац
- Економско-угоститељска школа Слободан Минић Аранђеловац
- Техничка школа Милета Николић Аранђеловац

## Ариље
- Средња школа „Свети Ахилије” Ариље

## Бабушница
- Гимназија „Вук Караџић” у Бабушници
- Техничка школа Бабушница

## Бајина Башта
- Гимназија Јосиф Панчић Бајина Башта
- Техничка школа Бајина Башта

## Баточина
- Средња школа Никола Тесла Баточина

## Бач
- Пољопривредна школа Бач

## Бачка Паланка
- Гимназија 20. октобар (Бачка Паланка)
- Гимназија Јан Колар са домом ученика Бачки Петровац
- Средња стручна школа Радивој Увалић Бачка Паланка
- Техничка школа 9. мај Бачка Паланка

## Бачка Топола
- Гимназија и економска школа Доситеј
- Пољопривредна школа Бачка Топола
- Средња техничка школа Шинковић Јожеф Бачка Топола

## Бела Паланка
- Средња школа „Никета Ремезијански“ Бела Паланка

## Бела Црква
- Гимназија Јован Цвијић Бела Црква
- Техничка школа Сава Мунћан Бела Црква

## Београд
- Архитектонска техничка школа Београд
- Балетска школа Лујо Давичо Београд
- Ваздухопловна академија Београд
- Геодетска техничка школа Београд
- Геолошка и хидрометеоролошка школа Милутин Миланковић Београд
- Гимназија Свети Сава (Београд)
- Графичка школа Нови Београд
- Грађевинска техничка школа Београд
- Грађевинска школа Београд
- Дванаеста београдска гимназија
- Девета гимназија Михајло Петровић Алас Нови Београд
- Десета гимназија Михајло Пупин Нови Београд
- Друга београдска гимназија
- Друга економска школа Београд
- Економско-трговинска школа Сопот
- Електропривредна школа Београд
- Електротехничка школа Никола Тесла Београд
- Електротехничка школа Раде Кончар Београд
- Железничка техничка школа Београд
- Зуботехничка школа Београд
- Математичка гимназија (Београд)
- Машинска школа Космај Сопот
- Машинска школа Радоје Дакић Раковица
- Медицинска школа „Београд” Савски венац
- Медицинска школа Београд (Звездара)
- Музичка школа „Ватрослав Лисински”
- Музичка школа „Даворин Јенко” Раковица
- Музичка школа Др Војислав Вучковић Београд
- Музичка школа Мокрањац Београд
- Музичка школа Станковић Београд
- Музичка школа Јосип Славенски Београд
- Осма београдска гимназија
- Пета београдска гимназија
- Пета економска школа Раковица
- Петнаеста београдска гимназија Раковица
- Политехничка академија - Средња техничка школа Нови Београд
- Пољопривредна школа са домом ученика ПКБ Београд
- Правно-биротехничка школа 9. мај Београд
- Прва београдска гимназија
- Прва економска школа Београд
- Приватна гимназија Милена Павловић Барили
- Седма београдска гимназија
- Спортска гимназија (Београд)
- Средња школа „Доситеј“ Београд
- Средња занатска школа Раковица
- Средња техничка ПТТ школа Београд
- Средња техничка школа "Михајло Пупин" Београд
- Средња туристичка школа Нови Београд
- Средња школа Барајево
- Средња школа Београд Гроцка
- Средња школа за економију, право и администрацију
- Средња школа "Свети Сава" Београд
- Техничка школа Београд
- Техничка школа ГСП Београд
- Техничка школа за дизајн коже Београд
- Техничка школа за обраду дрвета, унутрашњу декорацију и пејзажну архитектуру Београд
- Техничка школа Нови Београд
- Техноарт Београд - школа за машинство и уметничке занате Београд
- Трговачка школа Београд
- Трећа београдска гимназија
- Тринаеста београдска гимназија
- Угоститељско-туристичка школа Београд
- Фармацеутско - физиотерапеутска школа Београд
- Филолошка гимназија (Београд)
- Хемијско-прехрамбена технолошка школа Београд
- Четврта београдска гимназија
- Четрнаеста београдска гимназија
- Шеста београдска гимназија
- Школа за бродарство, бродоградњу и хидроградњу Београд
- Школа за дизајн (Београд)
- Школа за дизајн текстила Београд
- Школа за негу лепоте Београд
- Школа за основно и средње образовање Вожд Београд
- Школа за основно и средње образовање Свети Сава Београд Умка
- Школа за оштећене слухом - наглуве Стефан Дечански Београд
- Гимназија Младеновац
- Техничка школа Младеновац
- Економска школа Нада Димић Земун
- Електротехничка школа Београд Земун
- Земунска гимназија
- Медицинска школа Надежда Петровић Земун
- Музичка школа Коста Манојловић Земун
- Правно-биротехничка школа Димитрије Давидовић Земун
- Саобраћајно-техничка школа Земун
- Политехника - Школа за нове технологије Земун
- Школа са домом ученика за ученике оштећеног вида Вељко Рамадановић Земун
- Гимназија у Обреновцу Обреновац
- Пољопривредно-хемијска школа Обреновац
- Техничка школа Обреновац
- Гимназија Лазаревац
- Техничка школа Колубара Лазаревац

## Бечеј
- Гимназија Бечеј
- Економско-трговинска школа Бечеј
- Техничка школа Бечеј

## Блаце
- Средња школа Блаце

## Богатић
- Мачванска средња школа

## Бојник
- Техничка школа "Бошко Крстић" у Бојнику

## Бољевац
- Средња школа Никола Тесла Бољевац

## Бор
- Гимназија Бора Станковић Бор
- Економско-трговинска школа Бор
- Машинско-електротехничка школа Бор
- Техничка школа Бор
- Школа за основно и средње образовање Видовдан Бор

## Босилеград
- Гимназија Босилеград

## Брус
- Средња школа Брус

## Бујановац
- Машинско-електротехничка школа Михајло Пупин Бујановац
- Стручна школа Свети Сава Бујановац

## Ваљево
- Ваљевска гимназија
- Гимназија Бранислав Петронијевић Уб
- Економска школа Ваљево
- Медицинска школа Миша Пантић Ваљево
- Музичка школа „Живорад Грбић” Ваљево
- Пољопривредна школа Ваљево
- Средња школа 1300 каплара Љиг
- Средња школа 17. септембар Лајковац
- Средња школа Вељко Влаховић Коцељева
- Средња школа Крупањ
- Техничка школа Ваљево
- Техничка школа Драгољуб Јовичић Владимирци
- Техничка школа Уб

## Варварин
- Средња школа Варварин

## Витина
- Техничка школа Витина - делатност ван седишта - Врбовац

## Владимирци
- Посавотамнавска средња школа Владимирци

## Владичин Хан
- Гимназија Јован Скерлић Владичин Хан
- Техничка школа Владичин Хан

## Велика Плана
- Гимназија Велика Плана
- Економско-угоститељска школа Вук Караџић Велика Плана
- Техничка школа Никола Тесла Велика Плана

## Велико Градиште
- Средња школа Велико Градиште

## Власотинце
- Гимназија Стеван Јаковљевић Власотинце
- Техничка школа Власотинце

## Врање
- Гимназија Бора Станковић Врање
- Економско-трговинска школа Врање
- Медицинска школа „Др Изабел Хатон“ Врање
- Музичка школа Стеван Мокрањац Врање
- Средња пољопривредно-ветеринарска школа Стеван Синђелић Врање
- Техничка школа Врање (Булевар Авноја бр 2)
- Хемијско-технолошка школа Врање
- Школа за основно и средње образовање Вуле Антић Врање

## Врбас
- Гимназија Жарко Зрењанин Врбас
- Средња стручна школа 4. јули Врбас

## Врњачка Бања
- Гимназија Врњачка Бања
- Угоститељско-туристичка школа са домом ученика у Врњачкој Бањи

## Вршац
- Гимназија „Борислав Петров Браца” Вршац
- Пољопривредна школа Вршац
- Школски центар „Никола Тесла” Вршац
- Хемијско-медицинска школа Вршац
- ШОСО „Јелена Варјашки” Вршац

## Вучитрн
- Гимназија Вучитрн - делатност ван седишта - Косовска Митровица
- Техничка школа Вучитрн - делатност ван седишта - Косовска Митровица

## Гњилане
- Гимназија Гњилане - делатност ван седишта - Шилово
- Економско-трговинска школа Гњилане - делатност ван седишта - Ранилуг
- Техничка школа „Драги Поповић“ Гњилане - делатност ван седишта - Горње Кусце
- Музичка школа „Стеван Христић“ Гњилане - делатност ван седишта - Станишор

## Горњи Милановац
- Гимназија Таковски устанак
- Економско-трговачка школа Књаз Милош
- Техничка школа Јован Жујовић

## Гуча
- Средња школа Драгачево Гуча

## Деспотовац
- Техничка школа Деспотовац
- Економска школа Деспотовац

## Димитровград
- Гимназија „Свети Кирило и Методије” Димитровград

## Дољевац
- Економска школа Ниш - делатност ван седишта - Дољевац

## Драгаш
- Економско-трговинска школа Драгаш

## Жабаљ
- Средња школа 22. октобар Жабаљ

## Жагубица
- Техничка школа Жагубица

## Житорађа
- Средња школа (Житорађа)
  - Пољопривредно-машинска школа Житорађа
  - Економска школа Житорађа

## Зајечар
- Гимназија Зајечар
- Економска школа Зајечар
- Медицинска школа Зајечар
- Техничка школа Зајечар
- Школа за основно и средње образовање Јелена Мајсторовић Зајечар
- Музичка школа за основно и средње образовање "Стеван Мокрањац"

## Звечан
- Средња школа Звечан

## Зрењанин
- Економско-трговинска школа Јован Трајковић Зрењанин
- Електротехничка и грађевинска школа Никола Тесла Зрењанин
- Зрењанинска гимназија
- Медицинска школа Зрењанин
- Музичка школа Јосиф Маринковић за основно и средње образовање и васпитање Зрењанин
- Основна и средња школа 9. мај Зрењанин
- Средња пољопривредна школа Зрењанин
- Техничка школа Зрењанин
- Хемијско-прехрамбена и текстилна школа Урош Предић Зрењанин

## Зубин Поток
- Средња школа „Глигорије Божовић“ Зубин Поток

## Ивањица
- Гимназија Ивањица
- Техничка школа Ивањица

## Инђија
- Гимназија Инђија
- Средња школа Др Ђорђе Натошевић Инђија
- Техничка школа Миленко Веркић - Неша Пећинци
- Техничка школа Михајло Пупин Инђија

## Јагодина
- Гимназија Светозар Марковић (Јагодина)
- Економско-трговинска школа Славка Ђурђевић Јагодина
- Електротехничка и грађевинска школа Никола Тесла Јагодина
- Прва техничка школа Јагодина
- Школа са домом за ученике оштећеног слуха и говора 11. мај Јагодина

## Кањижа
- Пољопривредно-технички средњошколски центар Беседеш Јожеф Кањижа

## Кикинда
- Гимназија Душан Васиљев Кикинда
- Економско-трговинска школа Кикинда
- Техничка школа Кикинда
- Средња стручна школа „Милош Црњански” Кикинда

## Кладово
- Средња школа Свети Сава Кладово
- Техничка школа Кладово

## Књажевац
- Књажевачка гимназија
- Техничка школа Књажевац

## Ковачица
- Гимназија Михајло Пупин Ковачица

## Ковин
- Гимназија Бранко Радичевић Ковин
- Средња пољопривредна школа Ковин Ковин

## Косјерић
- Техничка школа Косјерић

## Косовска Каменица
- Техничка школа Косовска Каменица
- Гимназија Косовска Каменица
- Медицинска школа Велико Ропотово

## Косовска Митровица
- Гимназија Косовска Митровица
- Економско-трговинска школа Косовска Митровица
- Медицинска школа Косовска Митровица
- Музичка школа „Миодраг Васиљевић“ Косовска Митровица
- Специјална школа за васпитање и образовање деце са сметњама у развоју Косовска Митровица
- Техничка школа „Михајло Петровић Алас“ Косовска Митровица  Архивирано на веб-сајту  (5. мај 2013)

## Крагујевац
- Друга Крагујевачка гимназија
- Друга техничка школа Крагујевац
- Економска школа Крагујевац
- Медицинска школа са домом ученика „Сестре Нинковић” Крагујевац
- Музичка школа „др Милоје Милојевић” Крагујевац
- Прва крагујевачка гимназија
- Прва техничка школа Крагујевац
- Средња школа Кнић
- Средња школа Краљ Петар Први Топола
- Средња школа Лапово
- Средња школа „Ђура Јакшић” Рача
- Средња стручна школа Крагујевац
- Трговинско–угоститељска школа „Тоза Драговић” Крагујевац
- Школа за основно и средње образовање Вукашин Марковић Крагујевац
- Школа са домом за ученике оштећеног слуха Крагујевац

## Краљево
- Гимназија Краљево
- Економско-трговинска школа Краљево
- Електро-саобраћајна школа Никола Тесла Краљево
- Машинско-техничка школа 14. октобар Краљево
- Медицинска школа Краљево
- Музичка школа Стеван Мокрањац Краљево
- Пољопривредно-хемијска школа Др Ђорђе Радић Краљево
- Уметничка школа Краљево
- Школа за основно и средње образовање Иво Лола Рибар Краљево
- Шумарска школа са домом ученика Краљево

## Крушевац
- Гимназија Крушевац
- Економско-трговинска школа Крушевац
- Политехничка школа „Милутин Миланковић” Крушевац
- Медицинска школа Крушевац
- Музичка школа „Стеван Христић” Крушевац
- Прва техничка школа Крушевац
- Хемијско-технолошка школа Крушевац
- ШОСО „Веселин Николић” Крушевац

## Кула
- Економско-трговинска школа Кула
- Средња техничка школа „Михајло Пупин“ Кула

## Куршумлија
- Гимназија Куршумлија
- Економска школа Куршумлија
- Техничка школа Куршумлија

## Кучево
- Економско-трговинска и машинска школа Кучево

## Лебане
- Гимназија Лебане
- Средња техничка школа Вожд Карађорђе Лебане

## Лепосавић
- Техничка школа „Никола Тесла“ Лепосавић

## Лесковац
- Гимназија Лесковац
- Економска школа Ђука Динић Лесковац
- Медицинска школа Лесковац
- Музичка школа Станислав Бинички Лесковац
- Пољопривредна школа Лесковац
- Средња школа Грделица
- Техничка школа Никола Тесла Медвеђа
- Техничка школа Раде Металац Лесковац
- Трговинско-угоститељска школа Лесковац
- Хемијско-технолошка школа Божидар Ђорђевић Кукар Лесковац
- Школа за основно и средње образовање 11. октобар Лесковац
- Школа за текстил и дизајн Лесковац

## Липљан
- Гимназија Липљан - делатност ван седишта - Лепина
- Пољопривредна школа Липљан - делатност ван седишта - Лепина

## Лозница
- Гимназија Вук Караџић Лозница
- Медицинска школа Ваљево - делатност ван седишта - Лозница
- Средња економска школа Лозница
- Техничка школа Лозница
- Хемијско-текстилна школа Лозница

## Љубовија
- Средња школа Вук Караџић Љубовија

## Мајданпек
- Гимназија Миле Арсенијевић Бандера Мајданпек
- Техничка школа Мајданпек
- Техничка школа Мајданпек - делатност ван седишта Доњи Милановац

## Мали Зворник
- Средња школа Мали Зворник

## Неготин
- Музичка школа Стеван Мокрањац Неготин
- Неготинска гимназија Неготин
- Пољопривредна школа са домом ученика Рајко Боснић Буково
- Техничка школа Неготин

## Ниш
- Правно-пословна школа Ниш
- Гимназија „9. мај” Ниш
- Гимназија Бора Станковић Ниш
- Гимназија Светозар Марковић Ниш
- Прва нишка гимназија Стеван Сремац Ниш
- Грађевинска техничка школа „Неимар“
- Економска школа Ниш
- Електротехничка школа Мија Станимировић Ниш
- Електротехничка школа Никола Тесла Ниш
- Машинска техничка школа 15. мај Ниш
- Машинска школа Ниш
- Медицинска школа „Др Миодраг Лазић“
- Музичка школа Ниш
- Прехрамбено-хемијска школа Ниш
- Саобраћајно техничка школа „12. фебруар” Ниш
- Специјална школа са домом ученика „Бубањ” Ниш
- Школа моде и лепоте Ниш
- Трговинска школа у Нишу
- Угоститељско-туристичка школа Ниш
- Уметничка школа Ниш
- ШОСО „14. октобар” Ниш

## Нова Варош
- Гимназија Пиво Караматијевић Нова Варош
- Техничка школа Нова Варош

## Нови Бечеј
- Средња школа Нови Бечеј

## Нови Кнежевац
- Гимназија и стручна школа „Доситеј Обрадовић” Нови Кнежевац

## Нови Пазар
- Гимназија Нови Пазар
- Економско-трговинска школа Нови Пазар
- Медицинска школа „Два хероја” Нови Пазар
- Техничка школа „Изудин Шушевић” Нови Пазар
- Угоститељско-туристичка школа Нови Пазар
- Школа за дизајн текстила и коже Нови Пазар

## Нови Сад
- Балетска школа Нови Сад
- Гимназија „Исидора Секулић” Нови Сад
- Гимназија „Лаза Костић” Нови Сад
- Гимназија „Светозар Марковић” Нови Сад
- Гимназија „Смарт” Нови Сад
- Гимназија „Јован Јовановић Змај” Нови Сад
- Електротехничка школа „Михајло Пупин” Нови Сад
- Елитна приватна економска школа и гимназија (Нови Сад)
- Медицинска школа „7. април” Нови Сад
- Медицинска школа „Доситеј Обрадовић” Нови Сад
- Музичка школа „Исидор Бајић” Нови Сад
- Саобраћајна школа „Пинки” Нови Сад
- Средња машинска школа Нови Сад
- Средња школа „Свети Никола” Нови Сад
- Средња школа „Светозар Милетић” Нови Сад
- Техничка школа „Павле Савић” Нови Сад
- Техничка школа „Милева Марић-Ајнштајн” Нови Сад
- Школа за дизајн „Богдан Шупут” Нови Сад
- ШОСО „Милан Петровић” Нови Сад
- Медицинска школа „Хипократ” Нови Сад

## Обилић
- Техничка школа „Никола Тесла“ Обилић - делатност ван седишта - Прилужје

## Ораховац
- Гимназија Ораховац

## Оџаци
- Гимназија „Јован Јовановић Змај“ Оџаци
- Техничка школа Оџаци

## Панчево
- Гимназија „Урош Предић” Панчево
- Економско-трговинска школа „Паја Маргановић” Панчево
- Електротехничка школа Никола Тесла Панчево
- Машинска школа „Панчево”
- Медицинска школа „Стевица Јовановић” Панчево
- Музичка школа „Јован Бандур” Панчево
- Пољопривредна школа „Јосиф Панчић” Панчево
- Техничка школа „23. мај” Панчево
- ШОСО ,,Мара Мандић” Панчево

## Параћин
- Гимназија Параћин
- Економско-трговинска школа Параћин
- Машинско-електротехничка школа Параћин
- Технолошка школа Параћин

## Петровац на Млави
- Средња школа „Младост” Петровац на Млави

## Пећ
- Гимназија „Свети Сава“ Пећ - делатност ван седишта - Гораждевац
- Економска-трговинска школа „Милева Вуковић“ Пећ - делатност ван седишта - Гораждевац
- Машинско-електротехничка школа Пећ - делатност ван седишта - Гораждевац

## Пирот
- Гимназија Пирот
- Средња стручна школа Пирот
- Економска школа Пирот
- Млекарска школа са домом ученика ''Др. Обрен Пејић'' Пирот
- Техничка школа Пирот
- Школа за основно и средње образовање "Младост" Пирот

## Подујево
- Техничка школа „Ђуро Ђаковић“ Подујево - делатност ван седишта - Куршумлија
- Гимназија Подујево - делатност ван седишта - Куршумлија

## Пожаревац
- Економско-трговинска школа Пожаревац
- Медицинска школа Др Воја Дулић Пожаревац
- Музичка школа Стеван Ст. Мокрањац Пожаревац
- Пожаревачка гимназија
- Политехничка школа Пожаревац
- Пољопривредна школа са домом ученика Соња Маринковић Пожаревац
- Техничка школа Никола Тесла Костолац

## Пожега
- Гимназија Свети Сава Пожега
- Пољопривредна школа са домом ученика Љубо Мићић Пожега
- Техничка школа Пожега

## Прешево
- Гимназија Прешево
- Средња техничка школа Прешево Прешево

## Прибој
- Гимназија Прибој
- Машинско-електротехничка школа Прибој

## Пријепоље
- Економско-трговинска школа Пријепоље
- Пријепољска гимназија
- Техничка школа Пријепоље

## Приштина
- Медицинска школа Приштина - делатност ван седишта - Лапље Село
- Електротехничка школа „Михајло Пупин“ Приштина - делатност ван седишта - Сушица
- Машинска школа Приштина - делатност ван седишта - Преоце
- Гимназија Приштина - делатност ван седишта - Лапље Село
- Пољопривредна школа Приштина - делатност ван седишта - Лешак
- Грађевинско-саобраћајна школа Приштина - делатност ван седишта - Грачаница
- Економско-трговинска школа Приштина - делатност ван седишта - Лапље Село
- Музичка школа „Стеван Мокрањац“ Приштина - делатност ван седишта - Лапље Село

## Прокупље
- Гимназија Прокупље
- Медицинска школа Др. Алекса Савић Прокупље
- Пољопривредна школа Радош Јовановић Сеља Прокупље
- Техничка школа 15. мај Прокупље

## Рашка
- Гимназија Рашка
- Машинска школа Рашка

## Рековац
- Пољопривредно-ветеринарска школа са домом ученика Рековац

## Рума
- Гимназија Стеван Пузић Рума Архивирано на веб-сајту  (20. јануар 2020)
- Средња пољопривредно-прехрамбена школа Стеван Петровић - Бриле Рума
- Средња стручна школа Бранко Радичевић Рума
- Средња техничка школа Миленко Брзак - Уча Рума

## Руски Крстур
- Основна и средња школа са домом ученика „Пјетро Кузмјак“ Руски Крстур

## Свилајнац
- Пољопривредно-ветеринарска школа са домом ученика Свилајнац
- Техничка школа Свилајнац
- Гимназија Свилајнац
- Економско-трговинска школа Свилајнац

## Сврљиг
- Средња стручна школа „Душан Тривунац Драгош” Сврљиг

## Сента
- Гимназија са домом ученика за талентоване ученике „Бољаи” (Сента)
- Гимназија Сента
- Економско-трговинска средња школа Сента
- Средња медицинска школа Сента

## Сечањ
- Средња школа Вук Караџић Сечањ

## Сјеница
- Гимназија Јездимир Ловић Сјеница
- Техничка школа Сјеница

## Смедерево
- Гимназија Смедерево
- Економско-трговинска школа Смедерево
- Музичка школа „Коста Манојловић“ Смедерево
- Текстилно-технолошка и пољопривредна школа „Деспот Ђурађ” Смедерево
- Техничка школа Смедерево

## Смедеревска Паланка
- Паланачка гимназија
- Машинско-електротехничка школа „Гоша“ Смедеревска Паланка
- Хемијско-технолошка и прехрамбена школа „Жикица Дамњановић“ Смедеревска Паланка

## Сремска Митровица
- Митровачка гимназија
- Економска школа „9. мај“ Сремска Митровица
- Медицинска школа „Драгиња Никшић“ Сремска Митровица
- Музичка школа „Петар Крањчевић“ Сремска Митровица
- Прехрамбено-шумарска и хемијска школа Сремска Митровица
- Средња техничка школа „Никола Тесла“ Сремска Митровица
- Школа за основно и средње образовање „Радивој Поповић“ Сремска Митровица

## Сокобања
- Средња школа „Бранислав Нушић” Сокобања

## Сомбор
- Гимназија „Вељко Петровић“ Сомбор
- Средња економска школа Сомбор
- Средња медицинска школа „Др Ружица Рип“ Сомбор
- Средња пољопривредно-прехрамбена школа Сомбор
- Средња техничка школа Сомбор
- Средња школа „Свети Сава“ Сомбор
- Школа за основно и средње образовање Сомбор

## Србица
- Техничка школа Србица - делатност ван седишта - Суво Грло

## Србобран
- Гимназија и стручна школа „Светозар Милетић” Србобран

## Сремски Карловци
- Карловачка гимназија

## Српска Црња
- Средња школа Ђура Јакшић Српска Црња

## Стара Пазова
- Гимназија „Бранко Радичевић” Стара Пазова
- Економско-трговинска школа Вук Караџић Стара Пазова
- Техничка школа Стара Пазова
- Школа за основно и средње образовање Антон Скала Стара Пазова

## Суботица
- Гимназија Светозар Марковић Суботица
- Економска средња школа Боса Милићевић Суботица
- Музичка школа Суботица
- Основна и средња школа Жарко Зрењанин Суботица
- Политехничка школа Суботица
- Средња медицинска школа Суботица
- Техничка школа Суботица
- Филолошка гимназија Деже Костолњи Суботица
- Хемијско-технолошка средња школа Лазар Нешић Суботица
- Школски центар за васпитање и образовање слушно оштећених лица са домом ученика Суботица

## Сурдулица
- Гимназија Светозар Марковић (Сурдулица)
- Пољопривредно-шумарска школа Јосиф Панчић Сурдулица
- Техничка школа Никола Тесла Сурдулица

## Темерин
- Техничка школа Темерин

## Тител
- Средња техничка школа Милева Марић Тител

## Трговиште
- Кожарско-трговинска школа Милутин Бојић Трговиште

## Трстеник
- Гимназија „Вук Караџић” Трстеник
- Техничка школа Трстеник

## Тутин
- Гимназија Тутин
- Техничка школа Тутин

## Ужице
- Економска школа Ужице
- Медицинска школа Ужице
- Техничка школа Радоје Марић Ужице
- Техничка школа Радоје Љубичић, Ужице
- Угоститељско-туристичка школа Чајетина
- Ужичка гимназија
- Уметничка школа Ужице

## Футог
- Пољопривредна школа са домом ученика - Футог

## Ћићевац
- Економско - трговинска школа

## Ћуприја
- Гимназија Ћуприја
- Средња медицинска школа „Данило Димитријевић” Ћуприја
- Техничка школа Ћуприја
- Школа за музичке таленте Ћуприја

## Црвенка
- Пољопривредно-машинска школа Црвенка

## Црна Трава
- Техничка школа са домом ученика Милентије Поповић Црна Трава

## Чачак
- Чачанска гимназија
- Економска школа Чачак
- Машинско-саобраћајна школа Чачак
- Медицинска школа Чачак
- Прехрамбено-угоститељска школа Чачак
- Музичка школа „Др Војислав Вучковић” Чачак
- Техничка школа Чачак
- Школа за основно и средње образовање 1. новембар Чачак

## Чока
- Хемијско-прехрамбена средња школа Чока

## Шабац
- Економско-трговинска школа Шабац
- Медицинска школа Др. Андра Јовановић Шабац
- Музичка школа Михаило Вукдраговић Шабац
- Средња пољопривредна школа са домом ученика Шабац
- Стручна хемијска и текстилна школа Шабац
- Техничка школа Шабац
- Шабачка гимназија
- Школа за уметничке занате Шабац
- Средња економско-пословна школа Шабац
- Средња пољопривредна школа са домом ученика Шабац

## Шид
- Гимназија Сава Шумановић Шид
- Техничка школа Никола Тесла Шид

## Штрпце
- Економско-трговинска школа „Јован Цвијић“ Штрпце